# 驚爆危機ANOTHER
《驚爆危機ANOTHER》是富士見Fantasia文庫發行，為《驚爆危機》的外傳小說。
由大黑尚人所著，驚爆危機的原作者賀東招二則擔任監修。插畫則繼續由四季童子負責。

## 概要
該作品以《驚爆危機》十多年後（實際上約12年）的世界作為背景。原作者賀東招二在這次負責故事原案及監修，而執筆者為正式出道的大黑尚人，該作可以說是二人三足般編寫的作品。
在小說第1卷內由賀東編寫的後記中，講述該作最初為負責人提議，只需達到「Fans Service」水準的作品，但在後來該計劃的規模慢慢擴大，賀東便以由自己徹底監修該作品作為條件，拒絕委託專業作家編寫，並且提拔Fantasia大賞中在最終選拔中落選，但賀東本人高度注視其軍事與動作描寫的大黑尚人。而書中的插畫，再次委託《驚爆危機》的插畫家四季童子負責。
雖然該作冠名為《驚爆危機》，但是主要登場人物全為新角色，就算之前沒閱讀過《驚爆危機》的讀者仍能好好享受該作品。
在開始發行的一個月內售出數已經突破15萬部，並遠遠超出版社預計，成為超人氣的作品，因此第一卷當時近乎賣斷貨。

## 登場人物

### D.O.M.S.（Dana O'shee Military Service）
市之瀨 達哉
本作的主角。都立陣代高中三年級生。
因為喜歡上美艷的外國人英語教師，而在多益考試中得到900分的高分，因此在英文對話上完全沒有問題。
從小學開始就在家裡開設的「市之瀨建設」幫忙，操縱PS的技術已是駕輕就熟。
因為在D.O.M.S.和自衛隊進行練習戰期間的AS暴走事件裡，代替了雅德莉娜駕駛AS〈Shadow〉制壓住了暴走的AS〈96式改〉而受到D.O.M.S.的社長毛的注意而被高薪挖角，自己也考慮為了財政困難的自家公司的因素，而答應成為其公司的一員。
在雅德莉娜的猛烈特訓下，駕駛技術飛快的進步著，並成功通過測驗成為D.O.M.S.正式成員，被授予作戰代號「遺產4號」。
相較於雅德莉娜來，駕駛技術與戰術水準顯得不夠成熟，在演習工作中常常出錯，但一進入實戰就能發揮出超常的水準，且進步速度超乎想像，一度讓擔任其駕駛技術方面教練的雅德莉娜感到恐懼。
馬朗巴共和國事件後對在和平的生活和是否要參與戰爭之中感到迷惑，在毛遇襲之後不久便因此離開D.O.M.S.，在雅德莉娜表示要奪回AS-1的作戰中需要其力量後便捨棄了迷惘，決心以自己的意志搭乘AS。
雅德莉娜·亞歷山卓維納·克倫斯卡亞（声 - 澤城美雪）
本作女主角。民間軍事公司D.O.M.S.的AS教導課第三班的AS駕駛員之一，作戰代號為「遺產3號」。
年幼時就因為故鄉的戰亂成為民兵，現在則是新入社的達哉的AS駕駛技術教官與前輩。
平時是個看來冷靜、面無表情，但一開口就會說出許多AS與軍事相關術語，嚴重缺乏一般常識的美麗少女，也因為如此而常被社長毛給欺騙穿上許多COSPLAY服裝。
對社長毛極為尊敬，絕不容許有人對她的詆毀，達哉就常因此被她以極強力的彈額頭給打昏。
喜歡的食物是美乃滋，不管吃什麼都要加在上面。
AS駕駛技術風格屬於一板一眼的正統派，無論是演習還是實戰都有相當不錯的水準，也對此感到自信，但卻對進步神速的達哉感到恐懼與些許的嫉妒。
在毛遇襲事件後因為米赫洛夫擔任了D.O.M.S.新任社長一事感到憤慨因而辭職，並和同樣辭職的同伴們共同組成了新生D.O.M.S.。
梅麗莎·毛
D.O.M.S.的社長。與前作相較起來外表並無改變，不過似乎為了保持美貌在私底下很辛苦的樣子。
雖然業務繁忙，但總會抽出空閒時間陪女兒克拉拉。
與克魯茲已離婚了三次（結婚三次離婚也三次），一提到這點就會抓狂，最近這次離婚的理由是「不認為在咖哩內加入蜂蜜是叫作隱藏的風味」。
在AS暴走事件裡看好達哉的潛力，因此付出高額契約金邀他入社。
對克拉拉雖然擁有出色的射擊天賦，但認為應該將其用在戰場以外的地方而一度禁止她出入D.O.M.S.和拿槍。
第四卷末遭到炸彈襲擊而身受重傷，經歷了長達十二個小時的緊急手術才勉強救回一命，但切除了不少器官且陷入重度昏迷。
克魯茲·威巴
毛的前夫，克拉拉的父親。對女兒克拉拉十分溺愛，克拉拉也常想念父親。
退役後與毛一起建立了D.O.M.S.，並擔任董事的職務，但經常不去上班，去了也只是整天在喝酒，而被其他社員當成是沒用的角色。
外表與前作相比並無太大的改變，神準的狙擊技術也依舊建在，但D.O.M.S.的社員包括雅德莉娜都不知道，直到在德州的牧場事件才大展身手，並受到達哉的仰慕。
與毛一樣贊成克拉拉不應該再拿槍，不過認為教克拉拉射擊的人是自己而有責任，因此表示如果克拉拉需要槍——需要力量的話不會阻止。
知道毛遭到恐怖襲擊而重傷的事後，決定要為其報仇而展開單獨行動。
克拉拉·毛
毛與克魯茲的女兒。有著不下於父親的天才射擊技術。心愛的寶物是克魯茲給的舊型槍栓手動式來福槍。
在毛的默許下常出入D.O.M.S.的射擊訓練場練習射擊，不過在AS-1〈Blaze　Raven〉一號機運送事件中出手救了卡洛斯，卻差點被旭的反擊給殺死的事發生後而被母親禁止拿槍和出入D.O.M.S.，但還是趁母親不在時會偷偷跑去。
性格與毛一樣頗為強勢，對年紀比較大的達哉也抱持著同樣的態度，但對由加里就沒什麼辦法。
在多次偷偷跑進D.O.M.S.後與母親吵架，最後留下字條離家出走去找父親克魯茲。
毛遇襲事件後被克魯茲託付給過去的友人照顧，在D.O.M.S.舊社員們意圖奪回AS-1的作戰中被約瑟夫而自願邀請加入作戰，之後更主張要擔任新生D.O.M.S.的社長，並受到社員們的支持。
續篇小說《驚爆危機！Family》中已成長為巨乳美女，曾與宗介和要的兒子生活過一段時間。
約瑟夫·賓·穆罕默德·賓·卡利姆·阿爾·凱特利
剛滿18歲的拉希德王國的第三王子。留著長髮與有著阿拉伯人少見的白膚。
在自己的國家擁有上校軍銜，並擔任AS教導團的司令官。自尊心很高，不因為自己是司令官就位居後方，而是衝在最前線。
在與D.O.M.S.的練習戰裡與達哉對戰並大獲全勝，卻因為達哉未守規定的一擊而被擊倒，雖然表面上認為是自己贏了，但內心卻佩服對方的敏銳的對應能力。
之後為了討回一城而來到D.O.M.S.考察，並再度與達哉以1對1的AS模擬戰後和解。事後受到毛的邀約，因此以第3班新成員身分加入，作戰代號為「遺產5號」。
過去是以指揮官身分進行作戰，加入D.O.M.S.則一改常態，以賭上名譽的華麗姿態向對方挑戰，因而常常被巴克斯特斥責。
由於出身高貴，使用的東西都是最好的，甚至連在D.O.M.S.使用的AS都是用自己的零用錢購買的特裝版，而被庶民身分的達哉吐嘈。
於馬朗巴共和國進行D.O.M.S.的工作時被捲入內戰，成了他初次的實戰經驗，並救了陷入危機的達哉而第一次的殺死對手。
在吉翁社實質上吞併了D.O.M.S.後同樣選擇了辭職，轉而投入自身的資金成立了新生D.O.M.S.，並提供了充當據點、偽裝為貨船的強襲登陸艦一艘。
伯納德·伯特蘭
戰術分析課的分析官，作戰代號為「磨練3號」。過去曾是法國陸軍的上尉。個性冷靜自持，絕不進行任何賭博性質的行動。
年幼時與擔任外交官的父親一起在馬朗巴度過了近十年的歲月，並與穆罕默德、莎拉兄妹成為了好友。
毛遇襲事件後辭職離開了D.O.M.S.，並與其他舊社員們共同組成了新生D.O.M.S.，因為擔任社長的克拉拉還很年幼，因此實際上為新生D.O.M.S.的總負責人。
道格拉斯·巴克斯特
AS教導課第3班的班長。在與自衛隊進行演習時與伯特蘭一起來到日本，與毛、雅德莉娜認識、相處了很久。作戰代號為「遺產1號」。
第四卷末擔任社長毛的司機開車接送對方，並同樣因為恐怖攻擊而身受重傷。
卡洛斯·門多薩
AS教導課第3班的AS駕駛員之一，原為哥倫比亞軍的軍人。作戰代號為「遺產2號」。制服總是穿得很邋塌、作戰前因為喝酒喝過頭而無法工作，給人素行不良的感覺。因為看到美女就會出手的個性，而被雅德莉娜稱之為「種馬」。
開始時對年紀輕輕又經驗不足的達哉有些看不起，因此於AS模擬戰進行對決，並在對方的臨機應變與自己的大意下敗北。
之後以達哉的前輩身分自居，實戰中以豐富的經驗看穿了敵方的奇襲，並令損失達到最小。並對沒有從軍經驗的達哉提出了其他方面的看法。
雖然對D.O.M.S.實際上為吉翁社給併吞之事同樣感到憤慨，但為了要扶養家人而成了唯一選擇留下的原第3班成員。
達妮埃拉·柯曼
AS整備課的課長。有著豪爽性格的女性機械整備員。在和同事們一同行動時常一同參加賭局。
與達哉從他開始體驗入社時就已結識。在新生D.O.M.S.成立後也跟著加入，並繼續擔任AS的整唄。
サンチャ・ヴァレンティナ

### 市之瀨家
市之瀨俊之
達哉與由加里的父親，市之瀨建設的社長。因為申請銀行融資未過，導致公司經營狀況變得很緊張。
個性頑固，希望達哉繼續升學好找個安定的高薪職業，並反對他高中畢業即來市之瀨建設幫忙的打算而多次吵架。
對達哉打算去D.O.M.S.開始是反對的，但在看到兒子的努力後就改口表示「絕不允許其半途而廢」而認可了。
市之瀨由加里
達哉的妹妹，都立陣代高中一年級生，平日代替已過世的母親處理市之瀨家的一切家務。
料理技術極佳，但往往會買來一些奇怪的食材加入其中。

### 陣代高中相關人物
小野寺孝太郎
都立陣代高中的地理老師，也是達哉班級的導師。學生們都暱稱他為「小野D」。
年紀約20歲後半，已婚，也是陣代高中的畢業生。前作主角相良宗介的同學。
武村健司
牧島楓

### 日本政府、自衛隊相關人物
下村悟
陸上自衛隊一等陸佐。
AS部隊的指揮官。十多年前因為AS恐怖攻擊（實際上正是由A21發動的Behemoth襲擊事件）造成右腳嚴重受傷，因此斷送了AS駕駛員的生涯。同時也在那事件裡失去了兩名部下，因此認為要保護日本就必須要開發出國產的強力AS才有可能。
對把市之瀨家與達哉牽扯入AS暴走事件而感到愧疚，並希望達哉可以進入自衛隊。
霧谷大樹
眾議院議員。在國防與外交上有著長才。已連任三屆，在地方上廣受支持，有著出色的交涉能力與政治智慧。在所屬政黨內是知名的年輕政論家。
對國產第3世代AS「AS-1」被配屬到自衛隊的計畫受挫這點感到惋惜，因此在下村一佐的協助下將AS-1引渡給D.O.M.S.，希望藉實戰來進行性能上的測試。
溝呂木克郎
AS-1開發計畫的核心人物之一。性格怪異，喜歡各種與搖滾有關的事物，不僅身上穿戴了各式飾品，用字遣詞同樣不離Rock。

### 拉希德王國
哈山·賓·賈希姆
サミーラ・ビント・ハッサン
アブドゥラ・アル・アテヤ
マルヤム

### 敵對者
羅伯特·摩根
史蒂芬·伊利奇·米赫洛夫
三条菊乃
三条旭
ナタリア・イワノヴナ・ヤコブレワ
ヨナタン・クルピンスキー

#### 馬朗巴共和國
マホメド・サムラ
サラ・サムラ

### Navy SEALs
ロニー・ゼンメルヴァイス

### 其他
TT
真正身份為前作的泰蕾莎·泰斯塔羅莎。

## 機體
主條目：強襲機兵(Arm Slave，簡稱AS)
人型重機(powerslave，簡稱PS)

## 小說
| 集數 | 富士見書房                 | 富士見書房                                              | 台灣角川       | 台灣角川               | 備註                               |
| 集數 | 發售日期                   | ISBN                                                    | 發售日期       | ISBN                   | 備註                               |
| ---- | -------------------------- | ------------------------------------------------------- | -------------- | ---------------------- | ---------------------------------- |
| 1    | 2011年8月20日              | ISBN 978-4829136690                                     | 2013年2月14日  | ISBN 978-986-325-157-6 |                                    |
| 2    | 2011年12月20日             | ISBN 978-4829137093                                     | 2013年5月16日  | ISBN 978-986-325-360-0 |                                    |
| 3    | 2012年3月17日              | ISBN 978-4-8291-3739-0                                  | 2013年9月13日  | ISBN 978-986-325-593-2 |                                    |
| 4    | 2012年8月17日              | ISBN 978-4-8291-3789-5                                  | 2013年12月21日 | ISBN 978-986-325-996-1 |                                    |
| 5    | 2013年2月6日 2013年2月20日 | ISBN 978-4-8291-7714-3（限定版） ISBN 978-4-8291-3856-4 | 2014年3月26日  | ISBN 978-986-325-845-2 | 限定版附贈ROBOT魂Blaze Raven 2號機 |
| 6    | 2013年9月25日              | ISBN 978-4-8291-3933-2                                  | 2014年8月27日  | ISBN 978-986-366-086-6 |                                    |
| 7    | 2014年1月18日              | ISBN 978-4-0407-0003-8                                  | 2015年2月6日   | ISBN 978-986-366-315-7 |                                    |
| 8    | 2014年8月25日              | ISBN 978-4-04-070279-7                                  | 2015年11月25日 | ISBN 978-986-366-809-1 |                                    |
| 9    | 2014年11月25日             | ISBN 978-4-04-070382-4                                  | 2016年5月26日  | ISBN 978-986-473-108-4 | 短篇集                             |
| 10   | 2015年2月20日              | ISBN 978-4-04-070280-3                                  | 2017年8月3日   | ISBN 978-986-473-793-2 |                                    |
| 11   | 2015年9月19日              | ISBN 978-4-04-070668-9                                  | 2018年4月26日  | ISBN 978-957-564-135-1 |                                    |
| 12   | 2016年2月20日              | ISBN 978-4-04-070669-6                                  | 2018年7月26日  | ISBN 978-957-564-292-1 | 完結                               |
| SS   | 2016年2月20日              | ISBN 978-4-04-070667-2                                  | 2018年10月22日 | ISBN 978-957-564-470-3 | 短篇集                             |

## 漫畫
在原著小說第一期開始發售約一個月後開始漫畫化。
-  / 作畫：
掲載雜誌：「Newtype Ace（角川書店）」2011年Vol.2 -

### 單行本
- 單行本由角川漫畫・Ace（角川書店）出版，全6卷。
- 第1卷 2012年3月22日發售 ISBN 978-4-04-120176-3
- 第2卷 2012年8月8日發售 ISBN 978-4-04-120332-3
- 第3卷 2013年2月7日發售 ISBN 978-4-04-120582-2
- 第4卷 2013年7月6日發售 ISBN 978-4-04-120781-9[4]
- 第5卷 2013年12月10日發售 ISBN 978-4-04-120944-8
- 第6卷 2014年8月26日發售 ISBN 978-4-04-101897-2

## 註腳
1. ↑  賀東為小說第1期封面套內列明為外傳。
2. ↑  告知CMにおけるナレーション及びセリフを担当。
3. ↑  日本陸上自衛隊特有的階級之一，相當於一般軍隊的上校
4. ↑  角川グループ・角川書店 （页面存档备份，存于）（2013年5月31日閲覧）

## 關聯項目
- 機械人
- 驚爆危機

## 外部連結
- （日語）gatoh.com blog style（作者：賀東招二 HP） （页面存档备份，存于）
- （日語）驚爆危機！（富士見書房・子頁面內項目） （页面存档备份，存于）
- （日語）驚爆危機！官方網頁 （页面存档备份，存于）
- （日語）アデリーナ (adelinadoms)的X（前Twitter）